# 11359 Piteglio
11359 Piteglio (1998 BP24) là một tiểu hành tinh vành đai chính được phát hiện ngày 27 tháng 1 năm 1998 bởi L. Tesi và V. Cecchini ở San Marcello Pistoiese.